# 赤き衣を着たる女
『赤き衣を着たる女』（あかきころもをきたるおんな、英: Woman in Red）は、日本の洋画家黒田清輝が1912年（明治45年）に描いた絵画。カンヴァスに油彩。縦70.5センチメートル、横58.6センチメートル。『習作――赤き着物を着たる女』『習作』とも。鹿児島市の鹿児島県歴史・美術センター黎明館に所蔵されている。1912年（明治45年）6月開催の光風会展の第1回展に出展され、同年秋開催の文展の第6回展に出展された。美術史家の隈元謙次郎は、黒田の後期の代表作の1つとしている。

## 由来

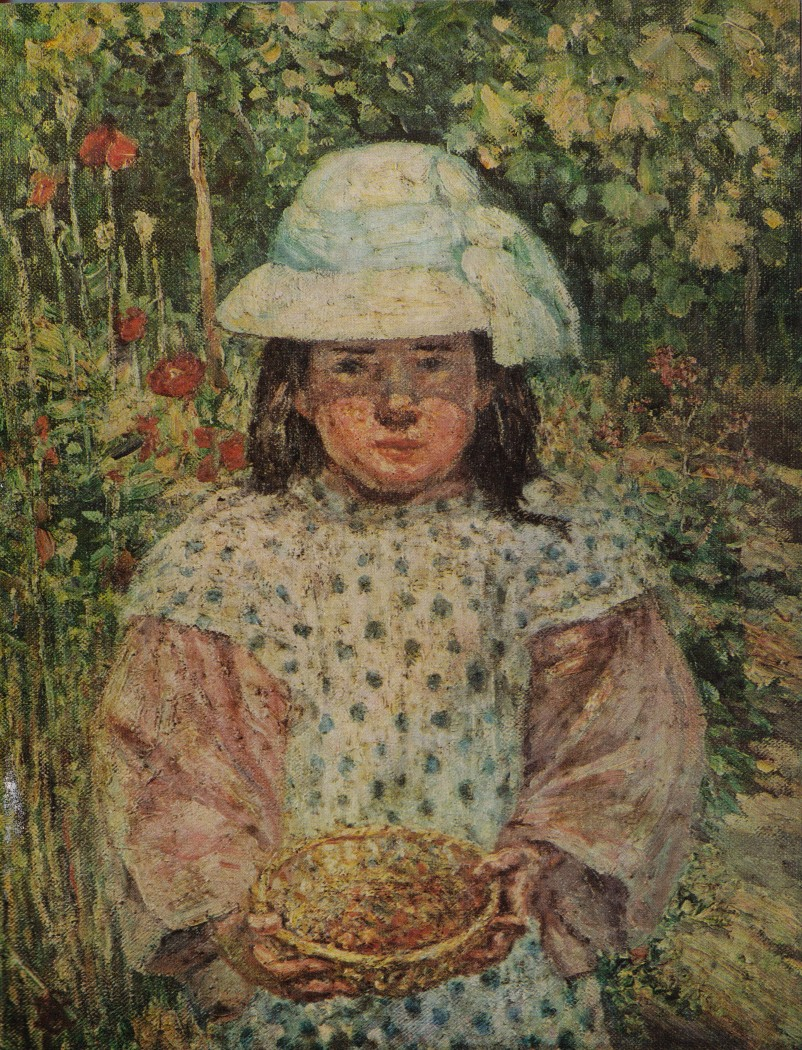
黒田清輝『木苺』、1912年、兵庫県立美術館所蔵

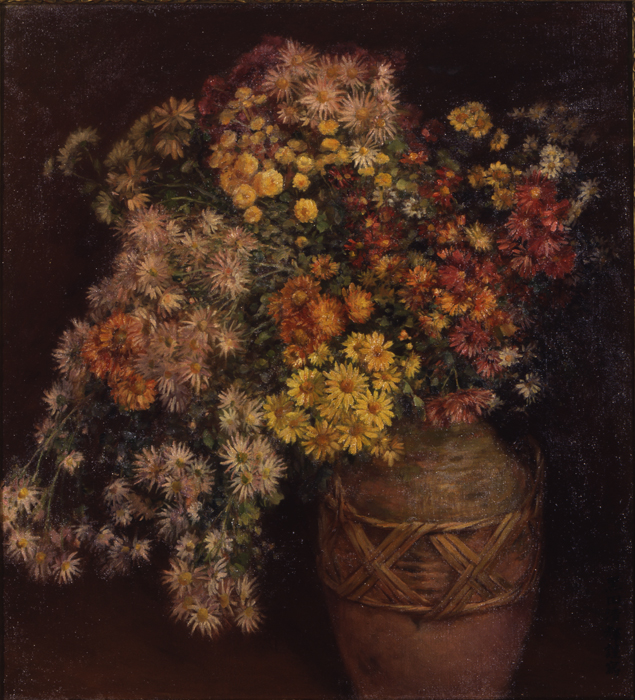
黒田清輝『菊花』、1912年、東京国立博物館所蔵

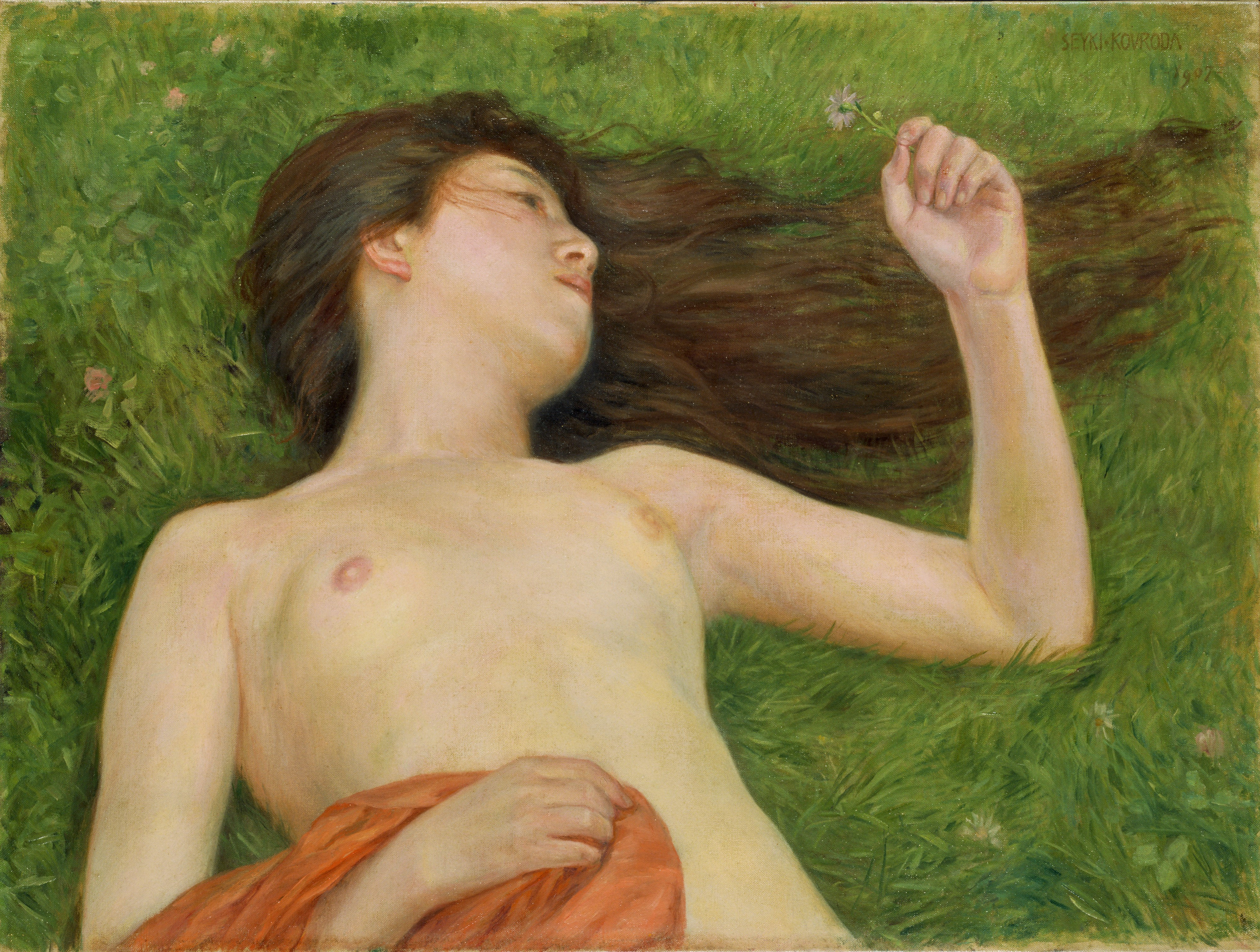
黒田清輝『野辺』、1907年、ポーラ美術館所蔵

1900年（明治33年）から翌1901年（明治34年）にかけてのフランス留学以降、黒田は公的・社会的な活動に携わることが多くなった。文展（文部省美術展覧会）が1907年（明治40年）に創設され、黒田が同展の指導者に就任すると、彼が主導していた白馬会は1911年（明治44年）に解散された。こうした中で黒田個人の創作活動はやや沈静化していたが、それでも後進に影響を与える作品が発表されている。
1912年（明治45年）6月1日の午後から、庭先において少女の君子をモデルとして日の光が当たっている像を描いた『木苺』（1912年、兵庫県立美術館所蔵）の製作を開始したが、来客があったので中断し、翌2日の午後に続きを描いた。
同月3日の夕方に、モデルを使って庭先において赤色の衣服を身につけた人物像の習作『赤き衣を着たる女』の製作に取り組んだ。この人物像について黒田は「赤衣半裸体」と記している。翌4日の午後5時半ごろから習作製作の続きを行い、5日には習作を完成させ、落款を入れた。
1912年（明治45年）5月20日に中沢弘光、跡見泰、三宅克己および杉浦非水らによって美術団体、光風会が創立された。その第1回展が同年6月9日から同月29日にかけて上野公園の竹の台陳列館で開催され、黒田は本画を『習作』というタイトルで『菊花』（1912年、東京国立博物館所蔵）とともに出展した。同年10月8日付けの『萬朝報』に掲載された本画『赤き衣を着たる女』に関する黒田の語りの中に「本年になつて漸く仕上り」とあることから、製作期間は年をまたぐ長い期間であったことがうかがわれる。
1912年（大正元年）10月12日から11月17日にかけて、同じく竹の台陳列館で開催された文展の第6回展に『習作（赤き衣を着たる女）』というタイトルで『木苺』とともに出展される。和田英作編『黒田清輝作品全集』（審美書院）が刊行された1925年（大正14年）時点における本画の所蔵者は、井上市兵衛となっている。
本画は、1983年（昭和58年）開館の鹿児島県歴史資料センター 黎明館に所蔵された後に補修作業を行うために実施されたX線撮影を用いた調査によって、下描きと完成作とで女性の肩の位置が異なっていることが明らかになった。黎明館専門委員によると『赤き衣を着たる女』は、同館の開館にあたって「コレクションの中で中心的な存在となるような作品はないか」と探して買い上げた作品である。

## 作品

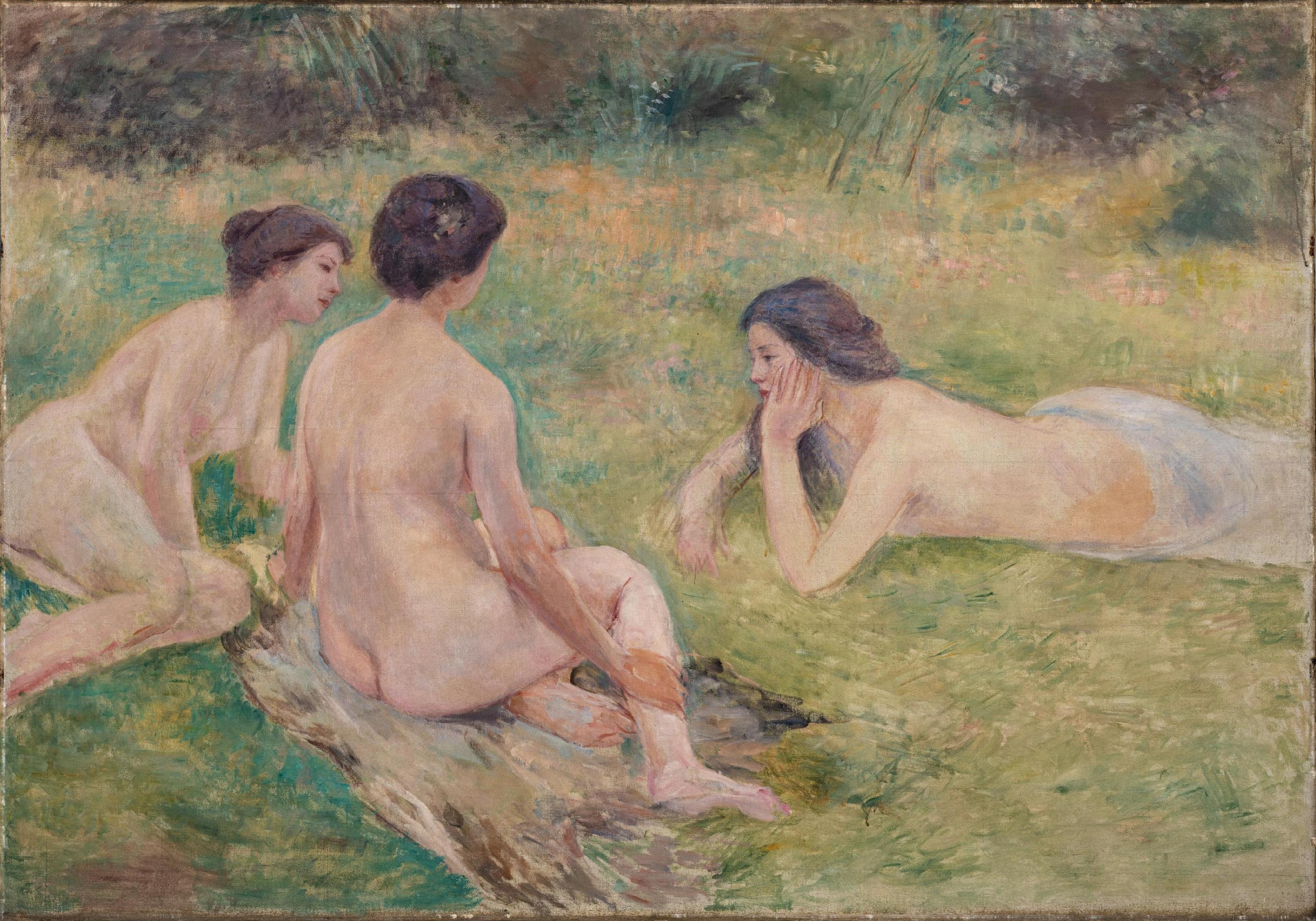
黒田清輝『花野』、1907年 - 1915年、東京国立博物館所蔵

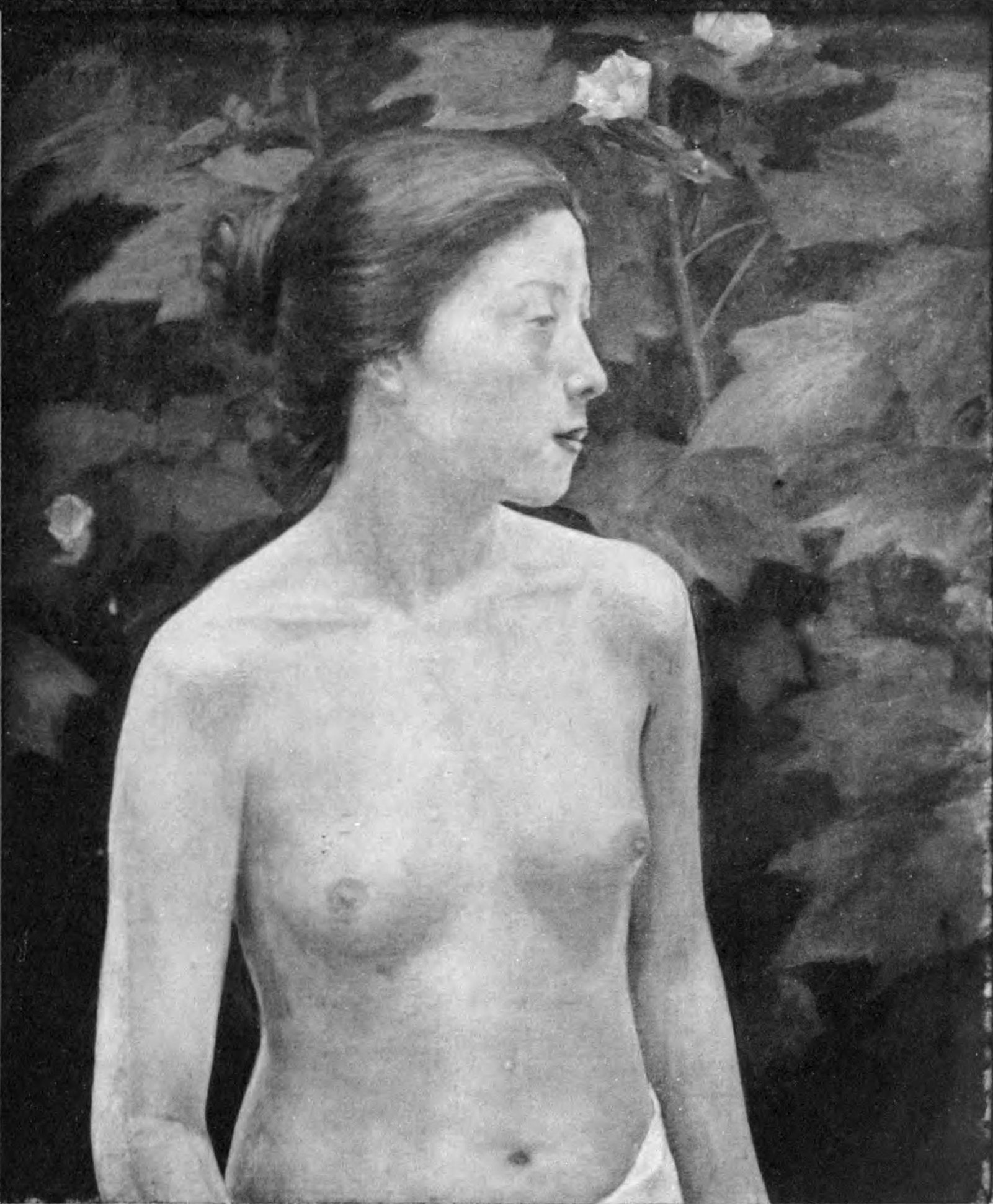
黒田清輝『白芙蓉』、1907年

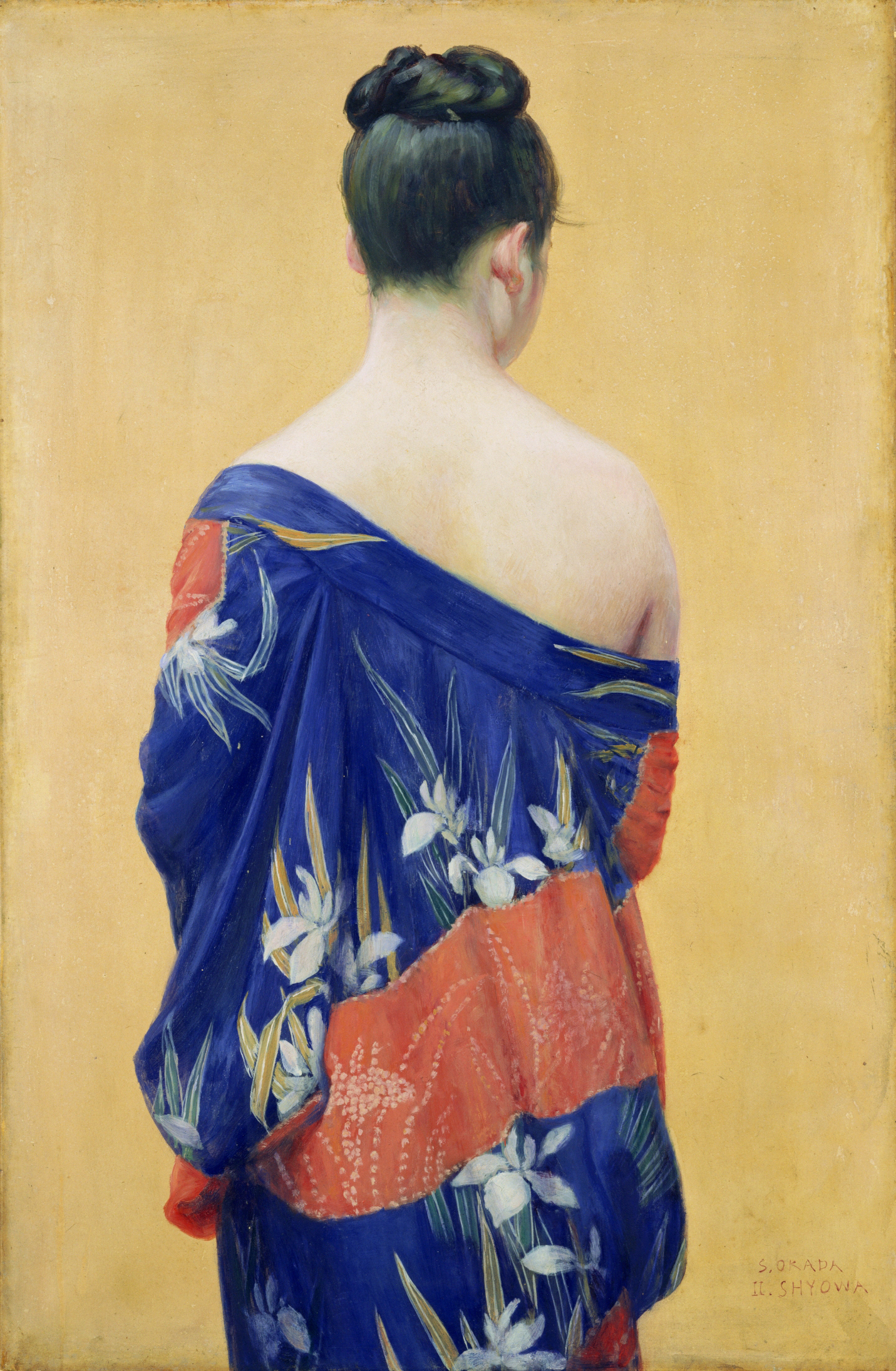
岡田三郎助『あやめの衣』、1927年、ポーラ美術館所蔵

庭園における裸婦を描いた黒田作品には、文展の第1回展に出展され、1923年（大正12年）の関東大震災で焼失した『白芙蓉』（1907年）をはじめとして、芽吹く草の上に仰向けに寝そべっている裸婦を描いた『野辺』（1907年、ポーラ美術館所蔵、白馬会展第11回展出展作）、庭に芽吹く草を背景として半裸の女性が大きな木の幹にもたれて腰かけている様子を描いた『樹かげ』（1908年、文展第2回展出展作）のほかに『花野』（1907年 - 1915年、東京国立博物館所蔵）などがあるが、本画もその例に漏れない。そのうち、本画のほか『野辺』や『樹かげ』などは、黒田が独自に裸婦の日本的表現を求めて製作された作品であり、『白芙蓉』はその先がけとされる作品である。
本画『赤き衣を着たる女』は、年若い女性が向かって左横を向いて立っている様子を描いたものである。人物を横からとらえた作例は、黒田作品ではまれである。女性は朱紅色をした衣服を身につけているが、左肩を露出させている。左肩の露出について、隈元謙次郎『黒田清輝後期の業績と作品 上』は「僅かに左肩を露はし」と表現しているのに対し、『現代日本美術全集』では「半ば露出して」となっている。女性の背景には、緑色の木の葉が広がっており、その中には朱紅色をした花が点在している。衣服の朱紅色と背景の緑色による補色対比の効果が生きている。
黒田が本画と同時期に製作した、裸婦画を含む人物画には、赤色を主な色調としたものが多い。このことについて『現代日本美術全集』には、1905年（明治38年）から1910年（明治43年）にかけてフランスに留学した洋画家の山下新太郎が、ピエール＝オーギュスト・ルノワールから直接購入し、同国から持ち帰った『水浴の女』（1907年ごろ）を黒田が見たことがきっかけとなって、自身の彩色方法を検討し直した結果なのではないだろうか、との見方が掲載されている。実際に黒田は、ルノワールの同作の模写を1910年（明治43年）に行っている。
黒田が1912年（大正元年）10月8日付けの『萬朝報』において語ったところによると、イタリアのフィレンツェ派の絵画作品に見られる婦人像を参考に、それと同じような印象をもつ日本人女性の像を描こうと思い立ったことがきっかけで、本画の製作が開始された。婦人がダリアの花が咲いている庭の中で肌を露出させて立っているところを横から見て描いたという。
また黒田が1916年（大正5年）7月2日付けの『大阪毎日新聞』で語ったところによると、フィレンツェ派作品にしばしば見られるような上品で優美な婦人像を描こうとして、首は大胆に長くし、ヘアスタイルは時代を象徴するものを避けたが、必ずしも自分の思うような婦人像にはならなかったという。三輪 (1997) によると、黒田はこの習作を土台として本製作を完成させることを目指していたとされるが、実際は本製作は行われなかった。

## 比較

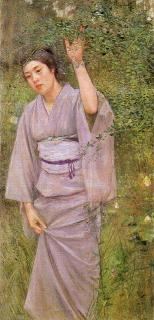
黒田清輝『秋草』、1897年、岩崎美術館所蔵

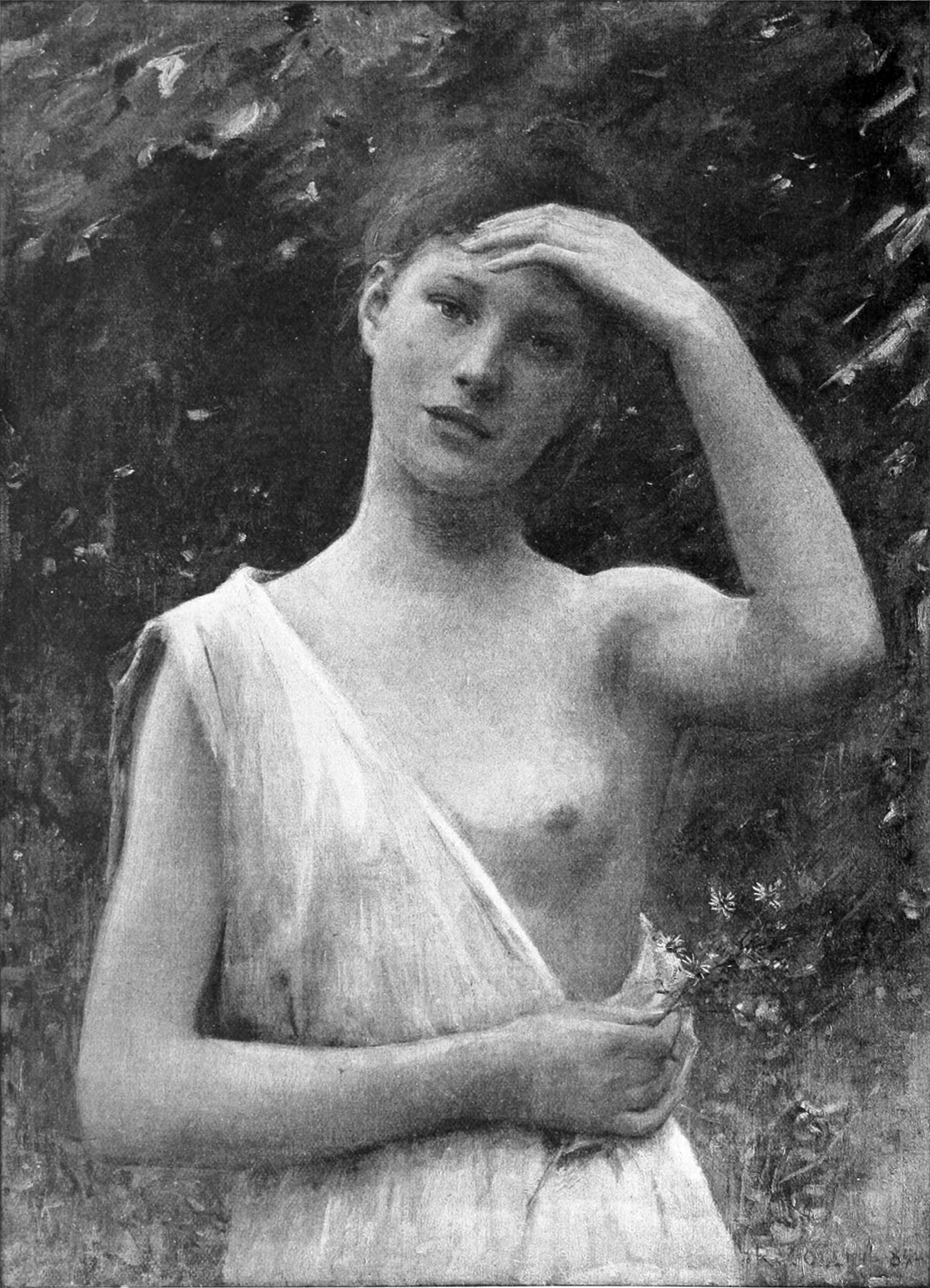
コラン『思春期』、1889年、ランス美術館所蔵

黒田が師事したフランス人画家ラファエル・コランの『若い娘』（1894年、福岡市美術館所蔵）は、庭の草木を背景として白い服を身につけた1人の女性が佇んでいる様子を縦に長い画面に描いた作品であり、コランの『思春期』（1889年、ランス美術館所蔵）は、葉の茂みを背景として肩や胸を露わにしている女性を描いた作品である。
美術史学者の三浦篤は、ハギの花のある庭で和服に身を包んだ1人の女性が佇んでいる様子を縦に長い画面に描いた、黒田の『秋草』（1897年、岩崎美術館所蔵）は『若い娘』を、『赤き衣を着たる女』は『思春期』を日本の脈絡に置き換えた作例なのではないかとの見方を示している。

## 評価
小説家の夏目漱石は、1912年（大正元年）10月15日から同月28日にかけて計12回にわたって『東京朝日新聞』に「文展と藝術」というタイトルの評論を連載し、文展の第6回展に関する批評を行った。この評論の中には夏目が唯一、黒田による絵画作品を評価した記述があり、それは『赤き衣を着たる女』に関するものである。他の作品には厳しい評価を行っているのに対し、『赤き衣を着たる女』に対する評価は冷静で落ち着いたものであった。
自分のいわゆる奥行に関する弁と例とはこれでほぼ尽きた。絵画彫刻を通じて、この系統に属する作は他にないようである。が、強いてその匂のするものを求めるならば、黒田清輝氏の「習作」である。それには横向の女の胸以上が描いてあつた。女は好い色の着物をたった一枚肩から外して、装飾用の如く纏つていた。その顔と着物と背景の調子がひたりと喰付いて有機的に分化したような自然の落付を自分は味わつたのである。そうしてもし日本の女を品位のある画らしいものに仕上げ得たものがあるとするなら、この習作はその一つに違いないと思つたのである。けれどもそれ以上自分はこの絵に対して感ずる事は出来なかつた。—夏目漱石、「文展と藝術」、『東京朝日新聞』、1912年10月
美術史家の隈元謙次郎は、色調が新鮮であることや淀みない筆致で描かれていることから、黒田の後期の代表作の1つとして位置づけることができるとの評価を述べている。美術評論家の陰里鉄郎は、岡田三郎助の『海辺裸婦』（1914年、親和アートギャラリー所蔵）や『あやめの衣』（1927年、ポーラ美術館所蔵）を思い起こさせるとしている。